# Dromaeolus puncticollis
Dromaeolus puncticollis är en skalbaggsart som beskrevs av Sharp 1908. Dromaeolus puncticollis ingår i släktet Dromaeolus och familjen halvknäppare. Inga underarter finns listade i Catalogue of Life.